# Кам'яновугільний період
| Кам'яновугільний період                                       | |
| Хронологія                                                    | 358,9–298,9 млн років тому                                                                                       |
| Середня концентрація кисню (O2) впродовж періоду              | бл. 32.5 % (163 % від сучасного рівня)                                                                           |
| Середня концентрація вуглекислого газу (CO2) впродовж періоду | бл. 800 ppm (у 3 разів більше доіндустріального періоду)                                                         |
| Середня температура поверхні впродовж періоду                 | бл. 14 °C (на 0 °C вище сучасного рівня)                                                                         |
| Рівень моря (вище або нижче сучасного рівня, в метрах)        | Зменшився з +120 м вродовж міссісіпію до сучасного рівня моря, потім постійно зростав до +80 м до кінця періоду. |

Кам'яновугільний період (система), карбон — п'ятий період палеозойської ери. Настав після девонського й змінився пермським. Тривав від 358,9 ± 0,4 до 298,9 ± 0,15 млн років тому, тобто близько 60 млн років.

## Назва
Означення «кам'яновугільний» походить від значних шарів кам'яного вугілля, що сформувалися в Західній Європі впродовж цього періоду. Перша частина періоду називається міссісіпієм, а друга — пенсильванієм. Протягом цього періоду виникли хвойні дерева.

## Загальна характеристика

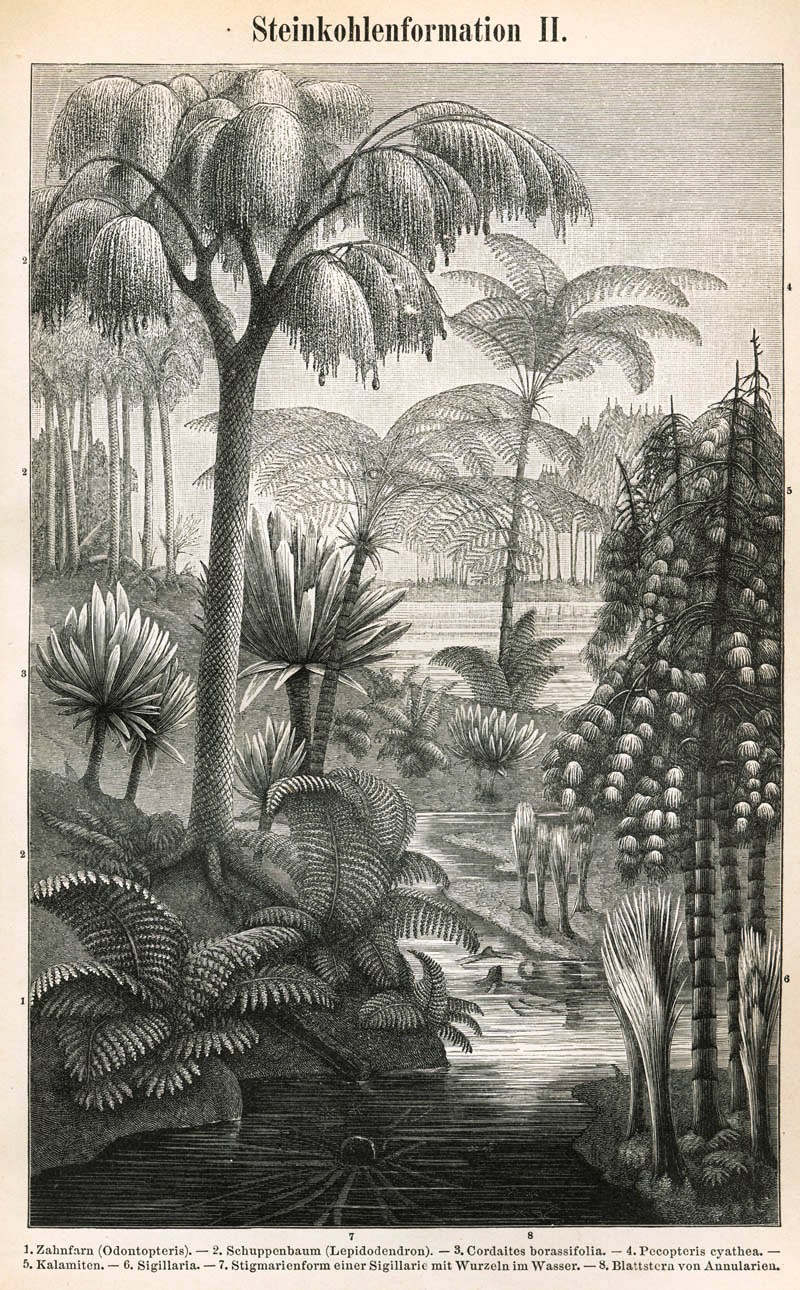
Рослинність кам'яновугільного періоду

У карбоні відбулися значні гороутворювальні рухи й пов'язані з ними регресії моря, що чергувалися з широкими трансгресіями. Були поширені комахи й земноводні, з'явилися рептилії, у морях переважали безхребетні. Великого розвитку набула наземна рослинність (лепідодендрони, сигілярієві, деревоподібні папороті тощо). З їхніх решток утворилося кам'яне вугілля.
Відклади, що утворилися впродовж кам'яновугільного періоду, становлять кам'яновугільну систему. Кам'яновугільна система названа за значним поширенням покладів викопного вугілля. Їхні поклади у карбоні становлять близько 25 % загальних світових запасів. Вугільні басейни і родовища карбону широко представлені в Європі й Північній Америці, де сконцентровано понад 80 % загальних геологічних запасів вугілля цієї доби.

## Корисні копалини
Хоча ліси існували уже у девонському періоді, вони не лишили значних покладів вугілля, оскільки не містили багато лігніну. Масове накопичення вугілля у карбоні пояснюють тим, що рослини навчилися виробляти лігнин, а гриби, що зараз його уміють розкладати, ще не з'явилися. Таким чином біомаса не встигала розкладатися.
Основні вугільні копалини  — в Україні — Донецький і Львівсько-Волинський. В Азії — Кузнецький, Карагандинський, Екібастузький і Тунгуський та інші.
З покладами карбону пов'язані найбільші в Європі вугільні басейни: Південному Уельсі, Ланкаширі, Нортумберленді, Кенті — у Великій Британії, Астурійський — в Іспанії, Валансьєн — у Франції, Льєж і Кампін — у Бельгії, Нижньорейнсько-Вестфальський (Рурський) — у ФРН, Верхньосілезький — у Польщі, Остравський — у Чехії.
В Північній Америці з пенсильванськими товщами пов'язане найбільше вугленакопичення (Аппалачський, Іллінойський, Пенсильванський, Мічиганський вугільний басейн, Техаський вугільний басейн).
Басейни Австралії: Боуен, Новий Південний Уельс.
У відкладах кам'яновугільної системи зосереджено багато різних руд осадового та магматогенного походження: бурі залізняки, боксити, вогнетривкі глини, руди поліметалів, нерудні корисні копалини.

## Підрозділи кам'яновугільної системи
| Система/ Період | Відділ/ Епоха      | Ярус/ Вік          | Вік (млн років) | Вік (млн років) |
| --- | ------------------ | ------------------ | --------------- | --------------- |
| Перм, P | Цисуралій, P1      | Ассельський, P1    | молодше         | молодше         |
| Карбон, C | Пенсильваній*      | Гжельський, C3g    | 298,9           | 303,7           |
| Карбон, C | Пенсильваній*      | Касимовський, C3k  | 303,7           | 307,0           |
| Карбон, C | Пенсильваній*      | Московський, C2m   | 307,0           | 315,2           |
| Карбон, C | Пенсильваній*      | Башкирський, C2b   | 315,2           | 323,2           |
| Карбон, C | Міссісіпій*        | Серпуховський, C1s | 323,2           | 330,9           |
| Карбон, C | Міссісіпій*        | Візейський, C1v    | 330,9           | 346,7           |
| Карбон, C | Міссісіпій*        | Турнейський, C1t   | 346,7           | 358,9           |
| Девон, D | Верхній/Пізній, D3 | Фаменський, D3fm   | древніше        | древніше        |
| Примітки і коментаріПідрозділи XXX системи наведені згідно МКС, станом на 2018 рік. * - Пенсильваній і міссісіпій не є окремими епохами/відділами, а підперіодами/підсистемами кам'яновугільного періоду. Геологічними епохами/відділами є верхній, середній, нижній пенсильваній та верхній, середній, нижній міссісіпій. |                    |                    |                 |                 |
| п о р |                    |                    |                 |                 |

Міжнародна стратиграфічна комісія в 2018 році поділила кам'яновугільну систему на 2 підсистеми, 6 відділів і 7 ярусів. Водночас у Західній Європі прийнятий поділ на 2 відділи та 5 ярусів. Нижче наведена порівняльна таблиця підрозділів кам'яновугільної системи.

## Зміна тривалостідоби
У зв'язку з притяганням Місяця, видимим проявом чого є припливи, швидкість обертання Землі поступово зменшується. За сторіччя тривалість земної доби збільшується приблизно на 2 мілісекунди.
Зміну довжини дня протягом геологічного часу було перевірено експериментально, завдяки підрахунку кільцевих ліній у викопних коралів. Корали відкладають на своєму зовнішньому скелеті у вигляді кілець карбонат кальцію; циклічність відкладення кілець пов'язана як з денним освітленням, так і з періодичними сезонними змінами: в 1963 році американський палеонтолог Джон Уеллс (1907-1994) відкрив, що з кільцевих утворень на епітеке коралів можна визначити кількість днів в році тієї епохи, коли ці корали жили. З огляду на зміну тривалості року і екстраполюючи назад в часі уповільнення швидкості обертання Землі завдяки впливу Місяця, можна також визначити тривалість доби в той чи інший геологічний період:
| Час         | Геологічний період | Число днів в році | Тривалість доби |
| ----------- | ------------------ | ----------------- | --------------- |
| Сьогодні    | Четвертичний       | 365               | 24 год          |
| 100 млн л.т | Юра                | 380               | 23 год          |
| 200 млн л.т | Перм               | 390               | 22,5 годин      |
| 300 млн л.т | Карбон             | 400               | 22 год          |
| 400 млн л.т | Силур              | 410               | 21,5 год        |
| 500 млн л.т | Кембрій            | 425               | 20,5 год        |

Щоб дізнатися тривалість доби до епохи виникнення коралів, вченим довелося вдатися до допомоги синьозелених водоростей. З 1998 року китайські дослідники Чжу Шісін, Хуан Сюегуан і Синь Хоутянь з Тяньцзіньського інституту геології і мінеральних ресурсів проаналізували більше 500 копалин строматолітів віком 1,3 мільярда років, що росли колись біля екватора і похованих на горах Яньшань. Синьозелені водорості реагують на зміну світлого і темного часу доби напрямком свого зростання і глибиною кольору: вдень вони пофарбовані в світлі тони і ростуть вертикально, вночі мають темне забарвлення і ростуть горизонтально. За зовнішнім виглядом даних організмів, враховуючи швидкість їх росту і накопичені наукові дані по геології і кліматології, виявилося можливим визначити річний, місячний і щоденний ритми росту синьозелених водоростей. Згідно з отриманими результатами, вчені зробили висновок, що 1,3 мільярда років тому (в докембрійських епоху) земна доба тривала 14,91-16,05 годин, а рік складався з 546-588 днів. Звіт про дослідження був опублікований у Journal of Micropaleontology та привернув велику увагу як у країні, так і за кордоном.
Існують і противники цієї оцінки, що вказують що дані досліджень стародавніх приливних відкладень, субліторальних карбонічних фацій (тайдалітів), суперечать їй.
Згідно з новим міжнародним дослідженням, збільшення тривалості дня могло мати важливий вплив на характер і час насичення Землі киснем.
«Незмінне питання в науці про Землю полягає в тому, як атмосфера Землі отримала кисень і які чинники відбувалися під час оксигенації», - відзначив співавтор дослідження Грегорі Дік, геомікробіолог з Департаменту наук про Землю та довкілля Мічиганського університету (США).

## Див також
- Силур